# Kalvarienberg (Bad Tölz)

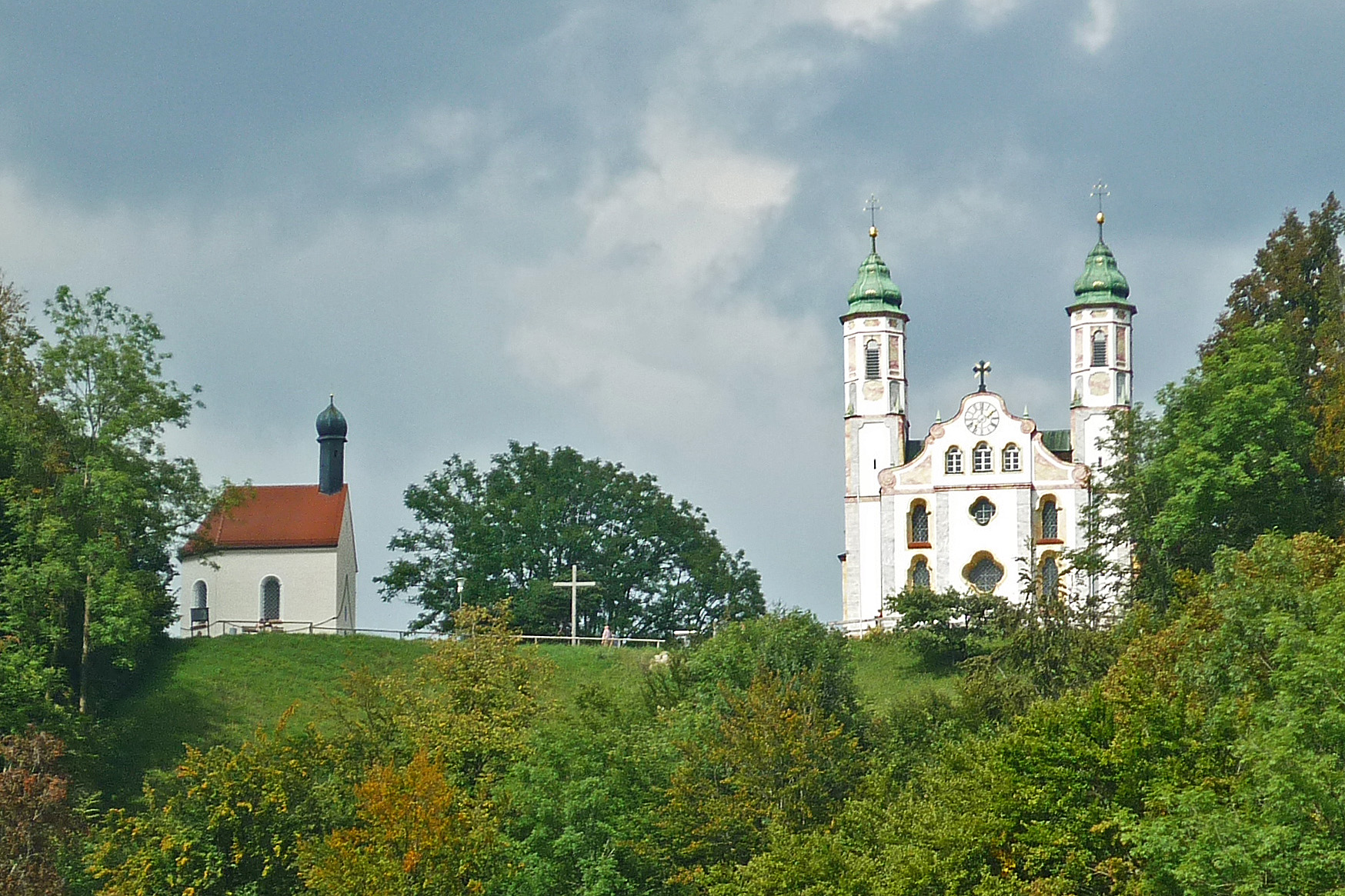
Leonhardikapelle und Kreuzkirche auf dem Kalvarienberg (2014)

Der Kalvarienberg im oberbayerischen Bad Tölz ist eine Anhöhe auf dem Stadtgebiet, die heute ein barockes Ensemble bietet, bestehend aus der katholischen Hl.-Kreuz-Doppelkirche, der Leonhardikapelle sowie dem eigentlichen Kalvarienberg mit Ölberg, Golgathahügel, Kerkerkapelle und Kreuzwegkapellen, die ab dem 18. Jahrhundert entstanden.

## Höhenberg und Hinrichtungsstätte
Die Anhöhe wurde früher schlicht „Höhenberg“ genannt. Ab dem Mittelalter befand sich dort eine der beiden Tölzer Hinrichtungsstätten. Auf diesem Höhenberg befand sich ein Galgen, bei der anderen Hinrichtungsstätte, auf dem heutigen Mühlfeld, wurde meist durch Schwert oder Rad hingerichtet. Für den Unterhalt des Galgens war die Zunft der Weber zuständig, die damals als unehrlich galten. Von dieser Pflicht kauften sich die Tölzer Weber allerdings 1630 für 70 Gulden frei. Scharfrichter wurden dabei bis ins 18. Jahrhundert aus München angefordert, da das Landgericht Tölz keine eigenen Henker besaß. Die während des Dreißigjährigen Kriegs 1632 eingefallenen schwedischen Truppen führten den damaligen Pfleger zu Tölz, Cäsar Crivelli, zum Spott auf einem Pferd ohne Sattel auf die Anhöhe.
Wegen des Kirchenbaus wurde dieser Galgen Anno 1761 weiter nach Norden verlegt, woran heute noch die Bezeichnung „Galgenleite“ erinnert. Nach dem Historiker Joseph Katzameyer wurden für den Bau dieses neuen Galgens alle Zimmerleute der Tölzer Zunft und aus Wolfratshausen herangezogen, wobei jeder „nur einen Schlag tun musste, damit einer nicht in den Augen des anderen beschandelt dastand“. Die letzte Hinrichtung auf dem inzwischen so genannten Calvariberg fand wohl in den 1790er Jahren statt. Über die genaue Jahreszahl gibt es unterschiedliche Darstellungen. Johann Nepomuk Sepp beschreibt die Hinrichtung eines wegen wiederholten Diebstahls verurteilten Hafnergesellen.
Bei einem Besuch von König Ludwig I. in Tölz am 5. September 1829 verweilte dieser mit seiner Gemahlin auf dem Kalvarienberg in einem eigens erbauten Pavillon, nahm dort sein Mittagsmahl ein und genoss den Ausblick ins Karwendelgebirge.

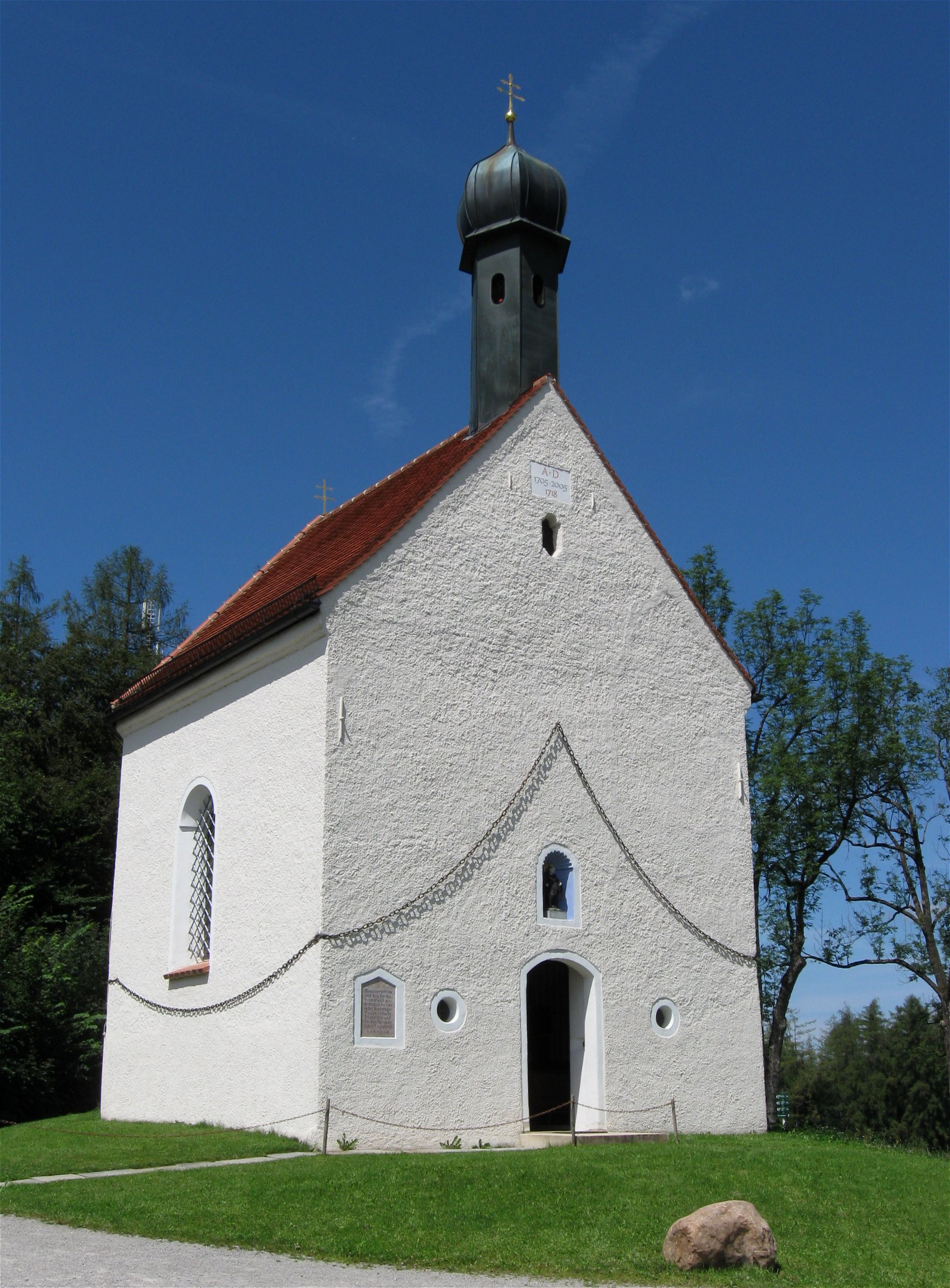
Leonhardikapelle (2011)

## Leonhardikapelle
Tölzer Zimmerleute gelobten während der Sendlinger Mordweihnacht 1705, im Falle einer glücklichen Heimkehr zum Dank eine Kapelle zu errichten. Nach dem Abzug der österreichischen Besatzer und der Rückkehr des Kurfürsten Max Emanuel konnte dieses Gelöbnis erfüllt werden. Ab 1718 wurde die katholische Leonhardskapelle erbaut, zu Ehren der Mutter Gottes sowie der beiden Handwerkspatrone St. Josef und St. Johann Baptist und des heiligen Leonhard. Dessen Verehrung nahm aufgrund der Viehseuchen im 18. Jahrhundert stark zu und diesem ist auch die geweihte Votivkette gewidmet, die die Kapelle seit 1743 umgibt. Geweiht wurde die Kapelle allerdings erst 1726, zusammen mit der später erbauten Kreuzkirche. Andere Quellen verweisen auf eine Weihe bereits 1722.
Der nach Westen ausgerichtete, einschiffige Bau besitzt eine Stichkappentonne sowie einen dreiseitigen Chorschluss und einen oktogonalen Dachreiter mit Zwiebelhaube. War die Kapelle schon seit 1718 Ziel von Wallfahrern und loser Leonhardiritte, so ist sie seit 1856 jährlich Ziel der Tölzer Leonhardifahrt, die sich zur größten ihrer Art entwickelte.

## Kalvarienberg
1711 ließ der kurfürstliche Salz- und Zollbeamte Friedrich Nockher (1660–1754) auf der Anhöhe ein Kreuz errichten. Er stammte aus einer verarmten Familie aus Matrei am Brenner, die es aber ab dem 17. Jahrhundert in Tölz zu Wohlstand und Ansehen brachte. Dessen Großvater Kaspar Nockher ehelichte 1623 Anna Fering, die Besitzerin der Alten Hopfapotheke. Sein Enkel Friedrich war Salzbeamter und Handelsmann und rettete Tölz 1705 vor Brandschatzung durch österreichische Truppen, indem er diesen 2.000 Gulden bezahlte. Sein Sohn Friedrich übernahm das Handelshaus des Vaters und wurde 1719 Salz- und Zollbeamter.
Angeregt durch den 1694 in Lenggries erbauten Kalvarienberg, bei dessen Einweihung er zugegen war, trieb Friedrich Nockher einen weiteren Ausbau in Tölz voran, wobei ihm vom Magistrat das Gelände auf dem Höhenberg zugeteilt wurde. Nockher stiftete 1718 sieben Wegkapellen für die Darstellung der „Sieben Fälle Christi“, als Vorläufer des Kreuzwegs mit vierzehn Stationen. Des Weiteren stiftete er eine Heilige Stiege unter freiem Himmel, eine Nachbildung der Scala Santa in Rom, den Ölberg sowie eine abschließende Kapelle mit Kreuzigungsgruppe. Die Stiege wurde ab 1723 mit der Doppelkirche überbaut.

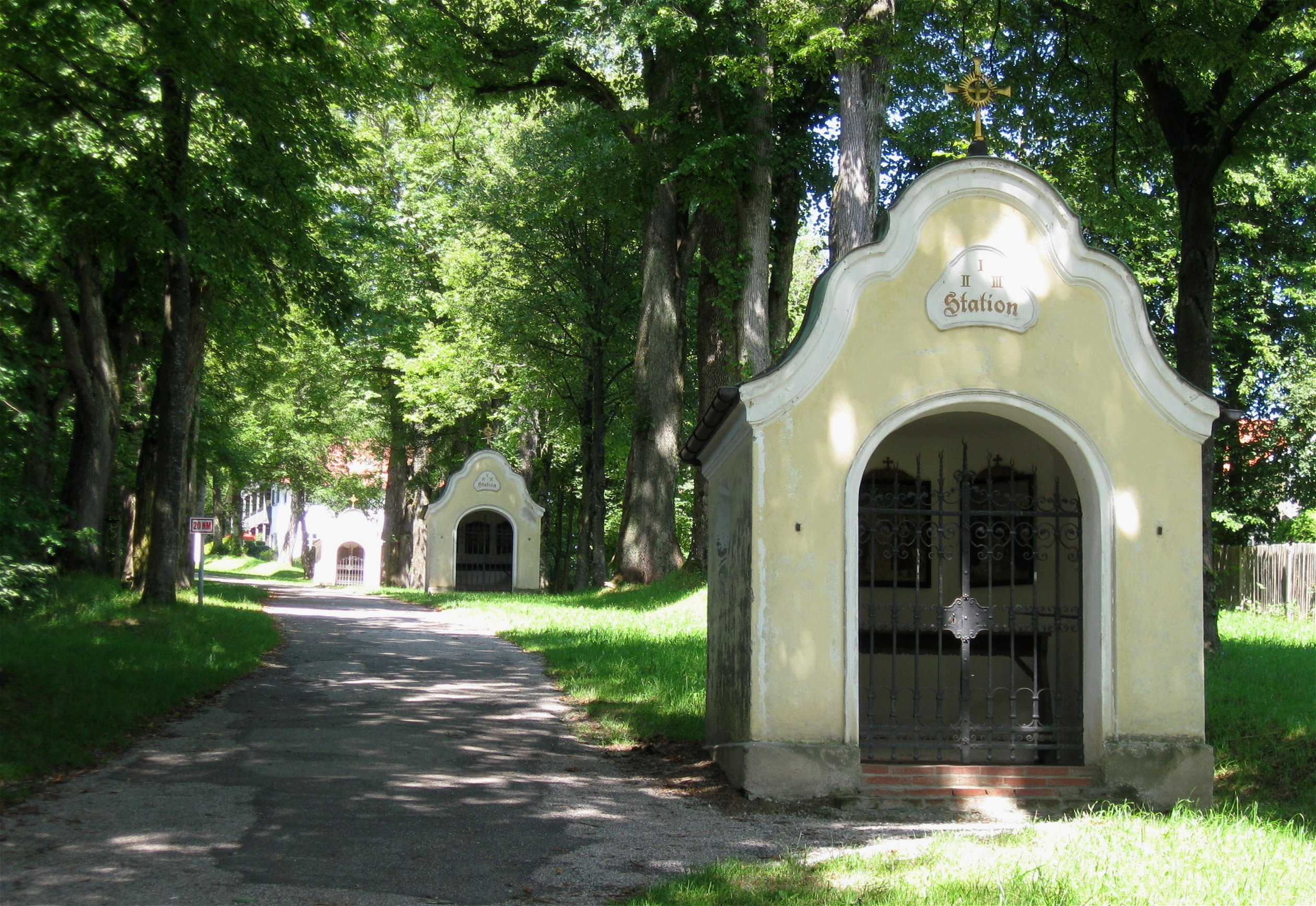
Kreuzweg

Der Kalvarienberg, der seinen Anfang in der heutigen Nockhergasse nimmt, führt zunächst hinauf zum „Ölberg“. Die Christusfigur davon wurde 1835 von Joseph Otto Entres erschaffen, der Engel von Franz Anton Fröhlich 1822, die drei schlafenden Jünger noch vor 1773 von Joseph Anton Fröhlich.
Die Kerkerkapelle, eine Grotte, mit Säulenportikus und Seitenschiffen, entstand 1735, mit Figuren des Tölzer Bildhauers Joseph Anton Fröhlich. Darüber befindet sich die pilastergegliederte Kreuzannagelungskapelle mit Fresken. 1871 wurden dort von Joseph Sattler Passionsszenen ergänzt. Das große Kruzifix auf dem Boden stammt ebenfalls von Fröhlich. Auf dem Golgathahügel darüber steht eine monumentale, überlebensgroße Kreuzigungsgruppe. Die Christusfigur stammt dabei von 1721 von Martin Hammerl. Die beiden Schächer wurden 1860 ergänzt, geschaffen von Paul Weiß, und 1872 die Skulpturen von Maria, Johannes und Maria Magdalena von Saturnin Kiene. 1874 stiftete Frau Merz 15 Kreuzwegstationen aus Sandstein. 1926 ergänzte der zwei Jahre zuvor gegründete „Verein zu Erhaltung des Kalvarienbergs“ fünf Wegkapellen des Kreuzwegs.

## Doppelkirche Hl. Kreuz

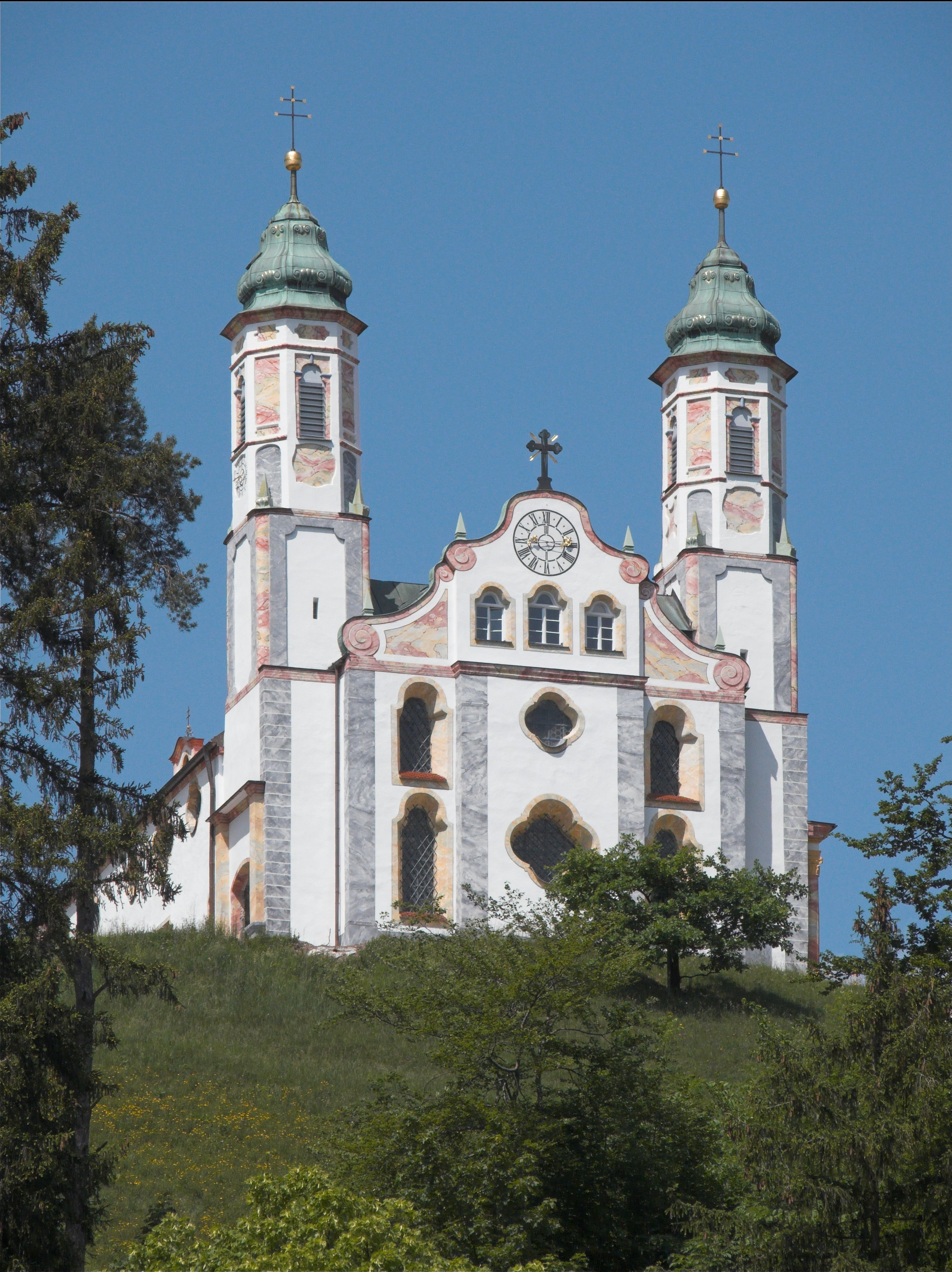
Hl.-Kreuz-Kirche (2007)

Das größte Bauwerk auf dem Kalvarienberg ist die weithin sichtbare Hl.-Kreuz-Kirche. Die zuvor entstandene Heilige Stiege wurde ab 1723 mit einer Kirche überbaut. Davor entstand die 1726 geweihte Kreuzkirche. Diese beiden Kirchen wurden schließlich vereint und bilden seither eine Doppelkirche. 1732 wurden die beiden Fassadentürme mit oktogonalen Obergeschossen erbaut und der Kreuzhügel daneben aufgeschüttet. Die Turmhelme schuf Hieronymus Weber 1757. Von 1763 bis 1804 beherbergte der östliche Anbau der Kirche ein Eremitenkloster. Die verschiedenen Bauabschnitte des langgestreckten Gebäudes sind heute gut ablesbar.
Die sich nördlich anschließende, überbaute Hl. Stiege besitzt rundbogige Fenster, dreiseitig geschlossene Chorkapellen und eine Flachdecke mit schräger Voute. Wie das römische Vorbild umfasst die Stiege 28 Stufen, bei zwei Seitentreppen und dem großen Mittelteil, der jedoch nur dem Gebet auf Knien vorbehalten ist. Das Obergeschoss umgibt eine Empore, die Rankenstukkaturen stammen von 1726. Das lange Hauptfresko der Auferstehung Christi schufen 1813 Franz Anton Fröhlich und Matthias Schmaunz nach einem Entwurf von Joseph Hauber. Das Kapellenfresko der Hl. Dreifaltigkeit aus den 1720er Jahren wurde 1813 ebenfalls von Fröhlich überarbeitet. Der Altar lässt sich ebenfalls auf 1726 datieren, weitere Figuren auf die Zeit bis 1760. Unter der Hl. Stiege liegt die Gruft von Friedrich Nockher. Fresken ehren ihn und sein Lebenswerk.
Der Mittelabschnitt zur Kreuzkirche zeigt dreifache Reihen unterschiedlicher Fensterformen und risalitartige Fassaden. Die Kreuzkirche gliedert sich durch je drei Bogenstellungen an den vier Seiten. Im Vorraum zeigt sich eine Orgelempore, nördlich ein erhöhter Chor mit Kreuzaltar und darunter die Grabkapelle. An beiden Seiten befinden sich Treppenabgänge zur Hl. Stiege, das Obergeschoss dient als Oratorium. Darunter befindet sich die Eremitengruft. Fresken wurden dort 1785 von Joseph Matthäus Ott geschaffen, das Chorfresko 1880 durch Joseph Sattler erneuert. Aus demselben Jahr stammt der Hochaltar mit Kreuzreliquie. Zwei Seitenaltäre dienen als Reliquienschreine für die Heiligen Regina und Thekla.

### Orgel

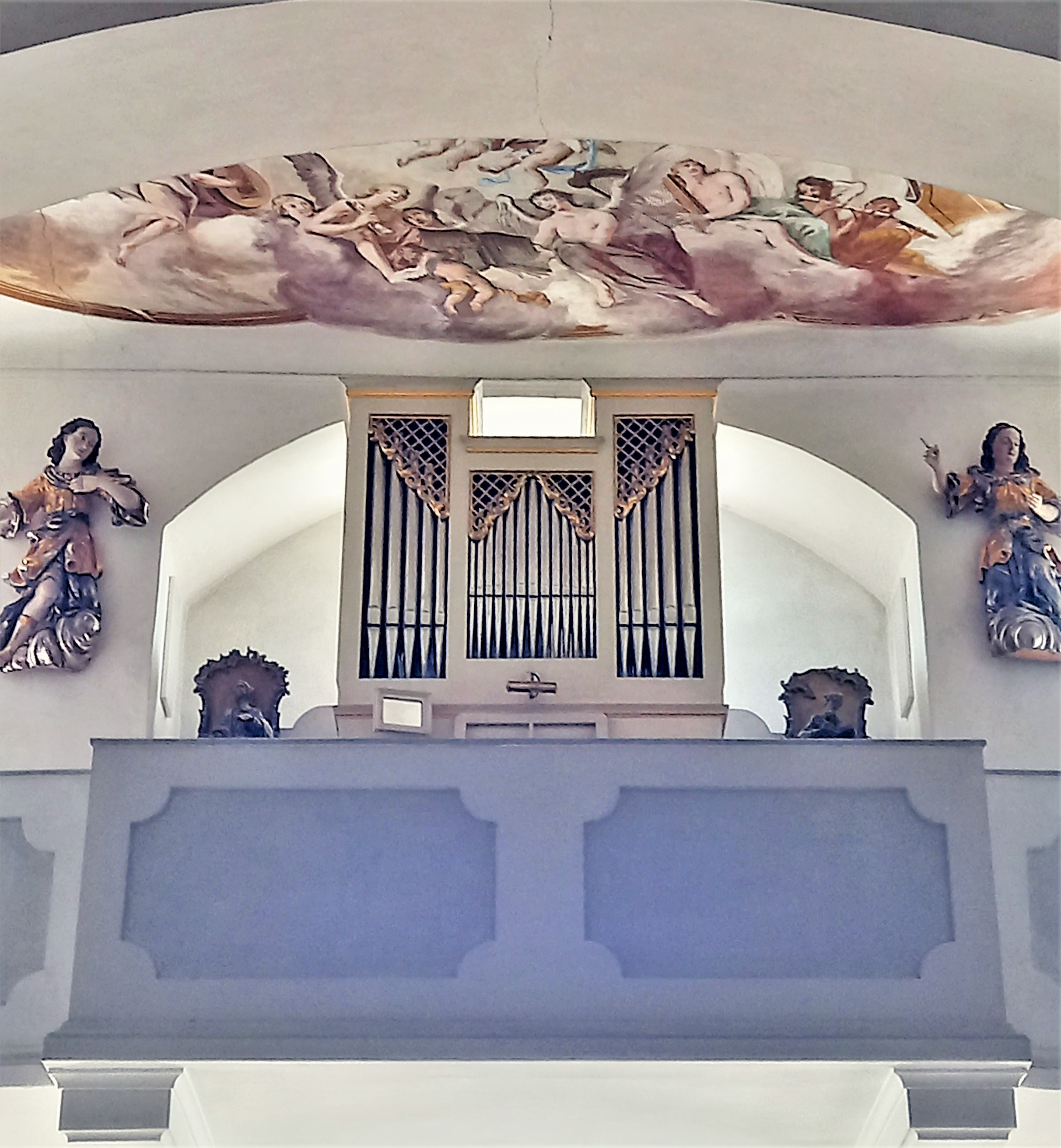
Die Ismayr-Orgel

Die Orgel wurde 1977 von Günter Ismayr gebaut. Sie hat 7 Register, ein Manual und Pedal. Die Disposition lautet:
| I Hauptwerk |       |
| Gedackt     | 8′    |
| Prinzipal   | 4′    |
| Rohrflöte   | 4′    |
| Prinzipal   | 2′    |
| Quinte      | 1 ⁄3′ |
| Mixtur      | 1′    |

| Pedal  |     |
| Subbaß | 16′ |

- Bemerkungen: Schleiflade, mechanische Spiel- und Registertraktur

## Bildergalerie

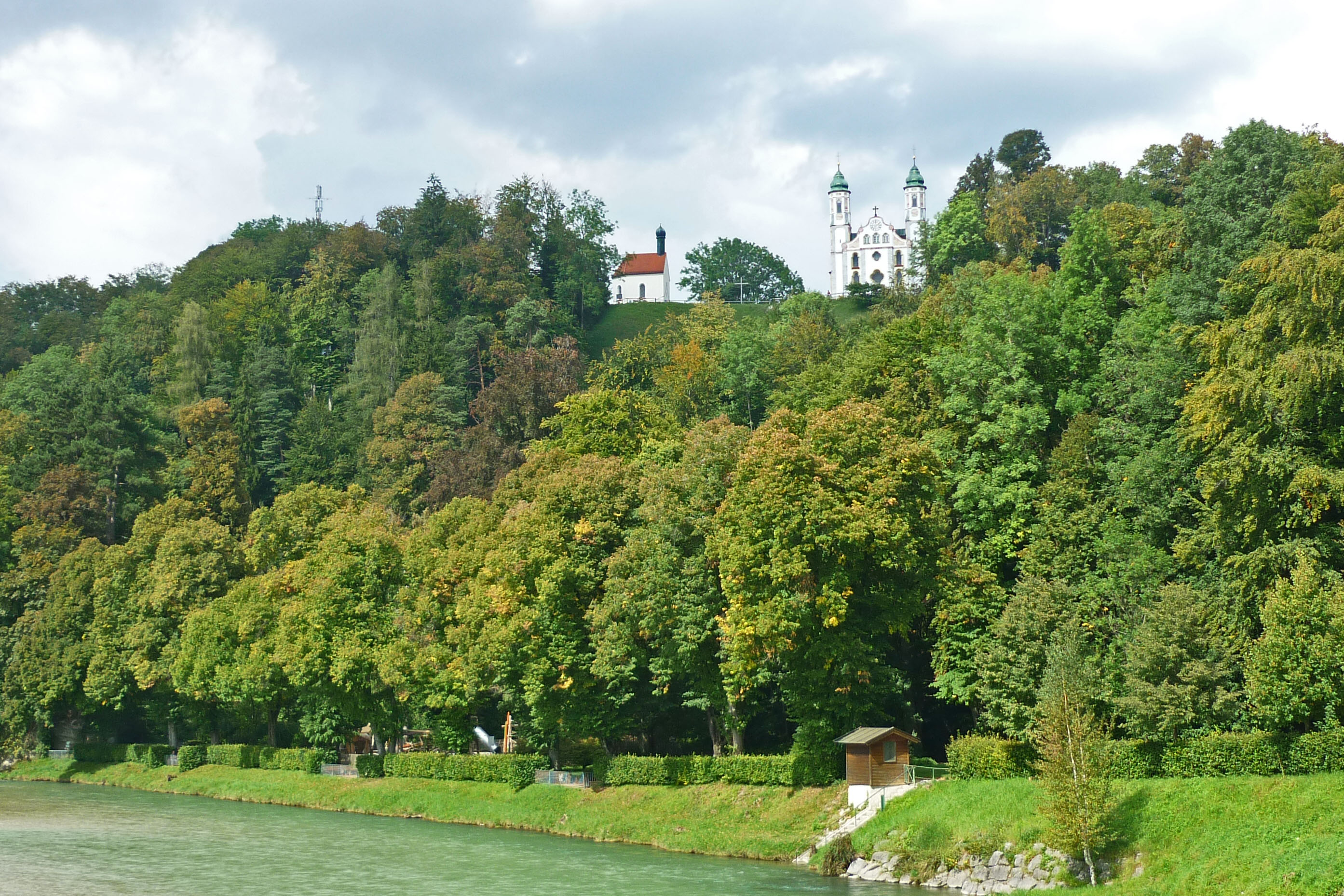
Kalvarienberg über der Isar
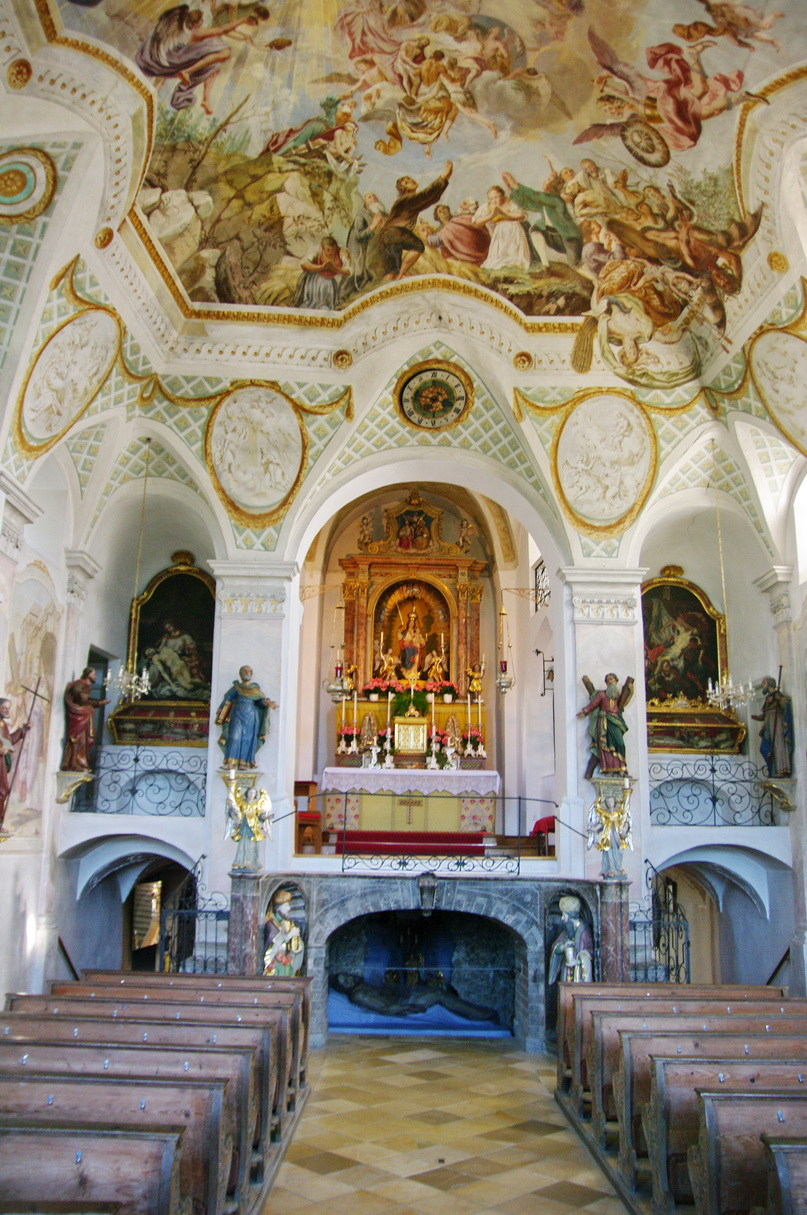
Kreuzkirche
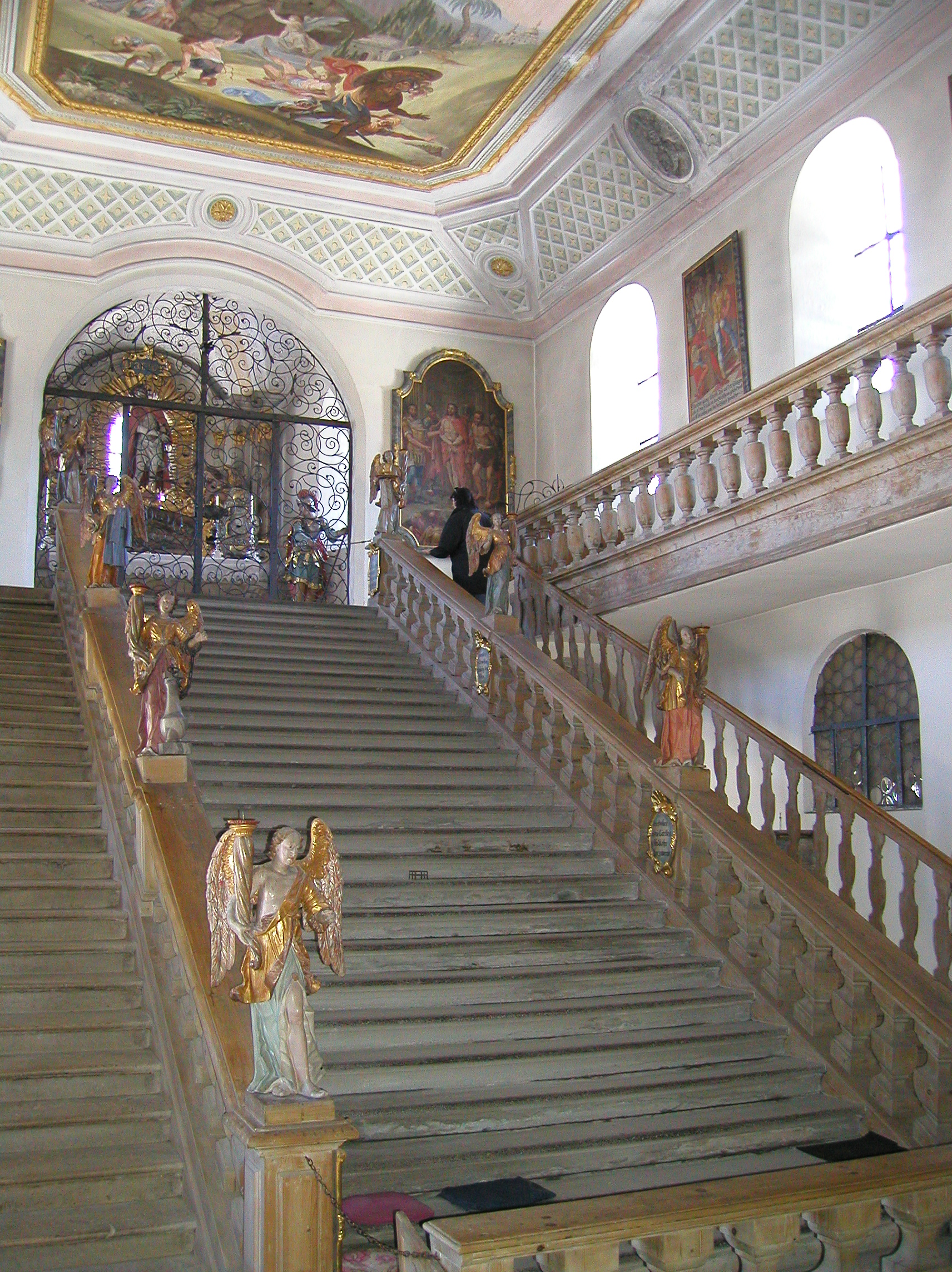
Hl. Stiege
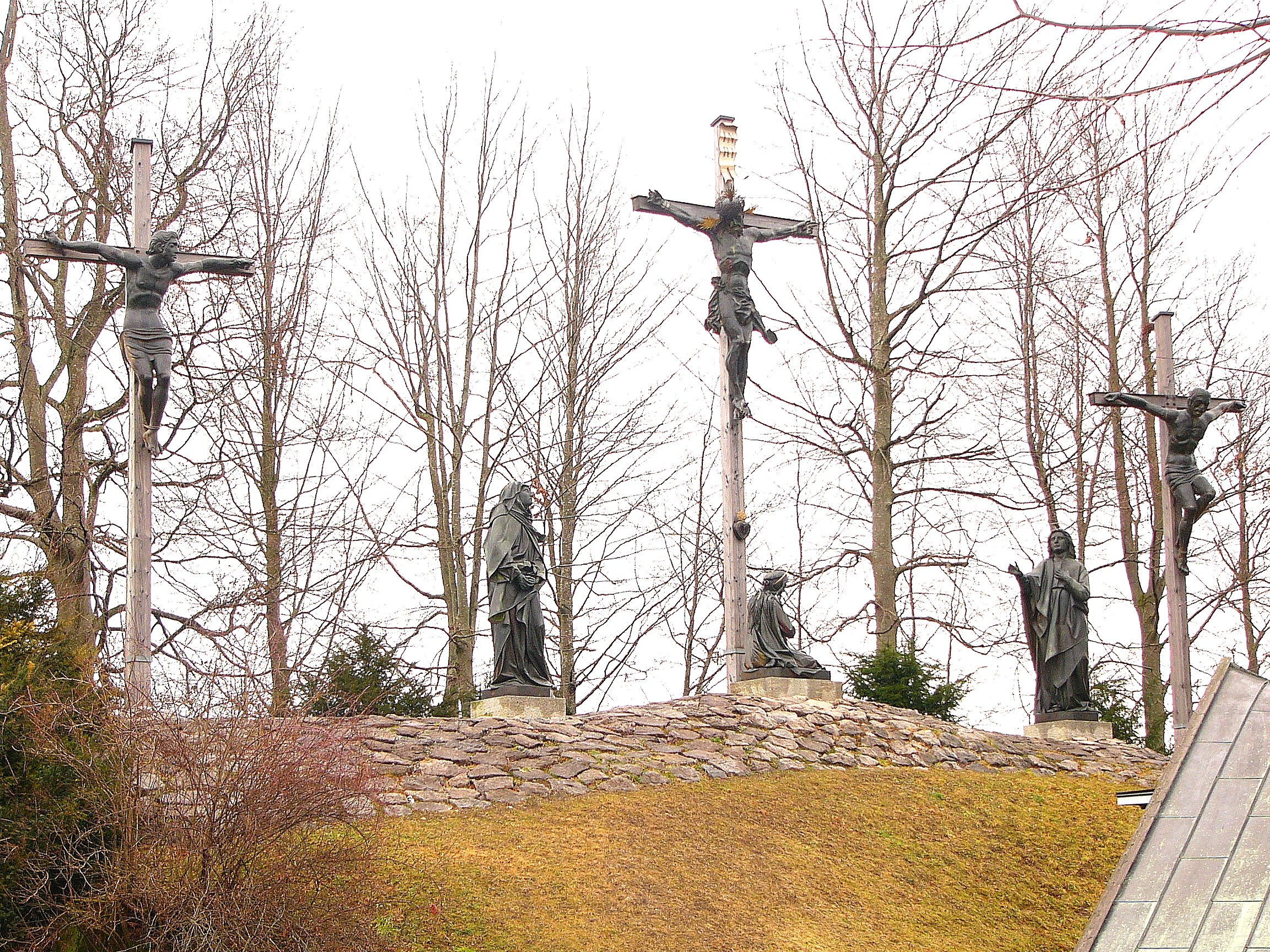
Kreuzigungsgruppe
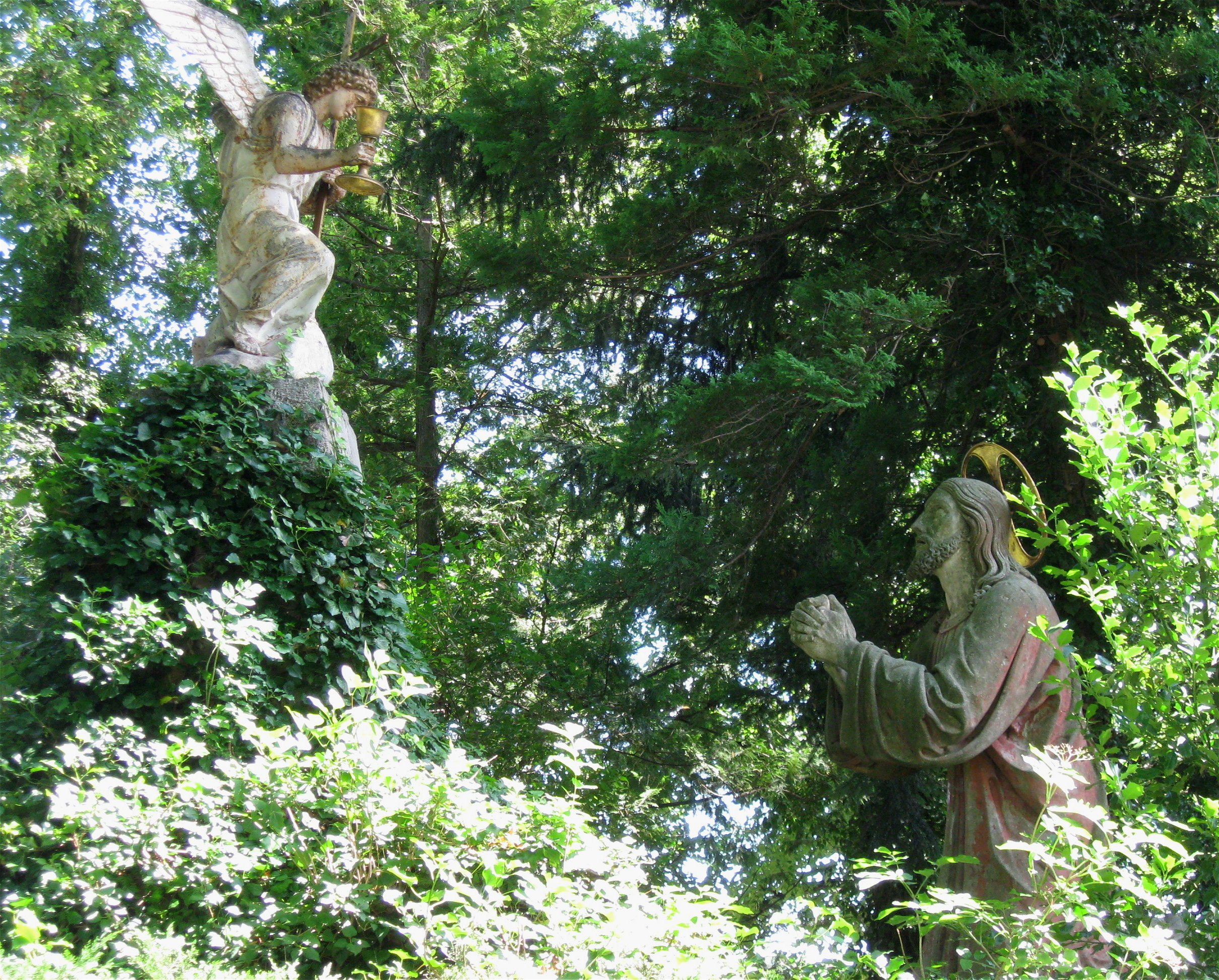
Ölberg
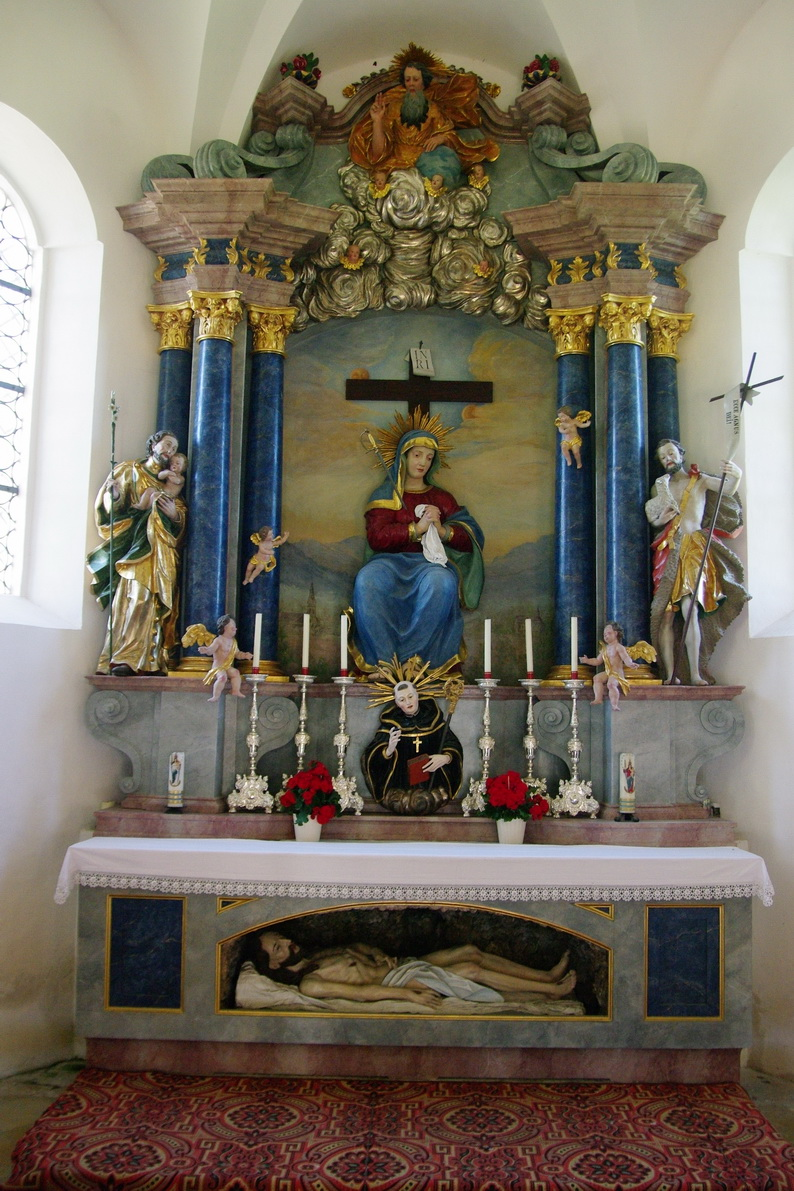
Altar der Leonhardikapelle
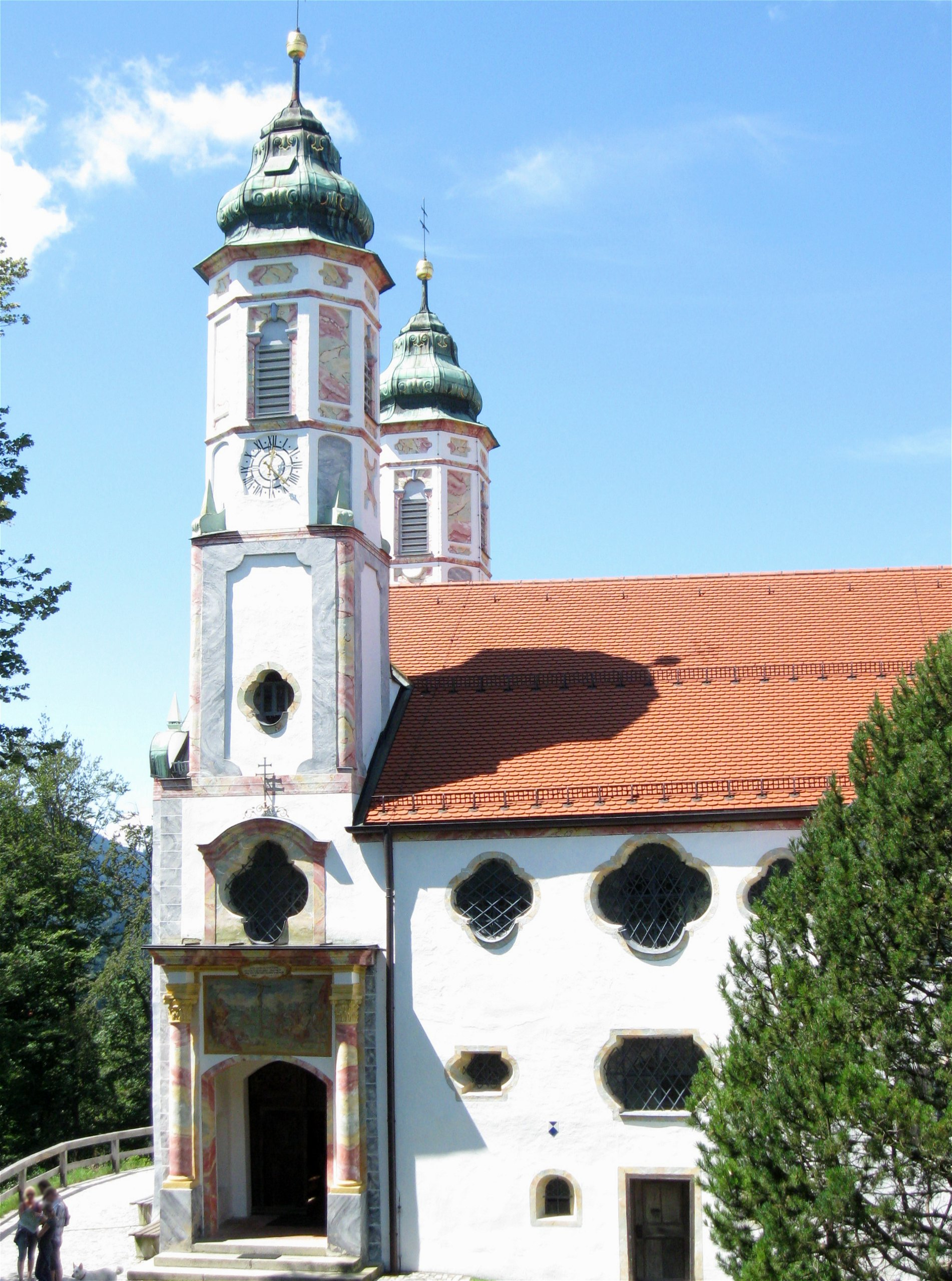
Portal
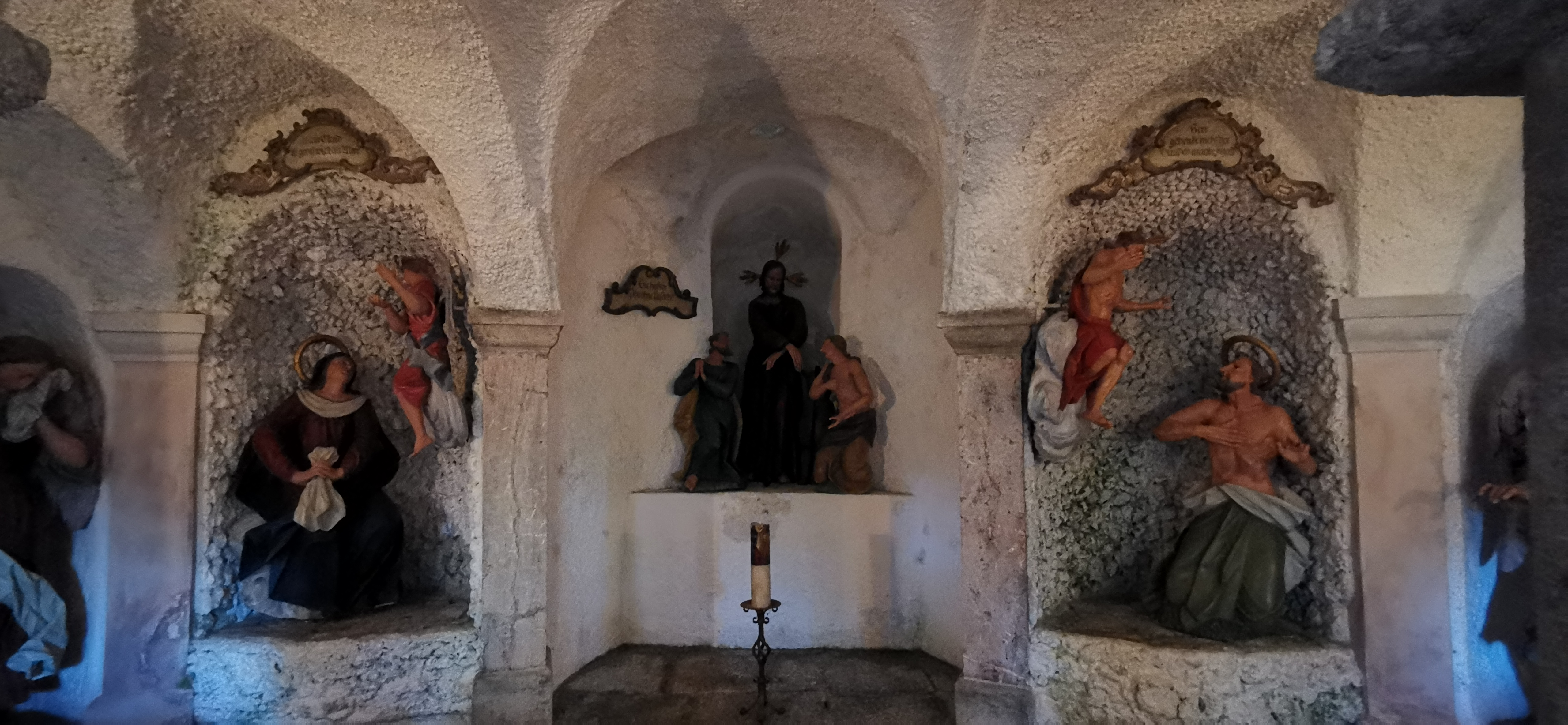
Kerkerkapelle (Innenansicht)